# Vuurtoren van Sõrve
De Vuurtoren van Sõrve is een vuurtoren in de gemeente Saaremaa in de provincie Saaremaa in het westen van Estland. De vuurtoren staat op het zuidelijke uiteinde van het eiland Saaremaa en het schiereiland Sõrve bij het dorp Sääre, met in het oosten de Golf van Riga en in het westen de Oostzee. In het zuiden ligt aan de overzijde van de zeestraat (Irbenstraat) de Letse gemeente Dundagas novads.
De vuurtoren heeft een hoogte van 52 meter en de lichten bevinden zich op 53 meter boven de zeespiegel. Het licht van de toren is zichtbaar over een afstand van 15 zeemijl.

## Geschiedenis
De eerste vuurtoren dateert uit 1654.
De huidige vuurtoren werd in 1945 gebouwd.

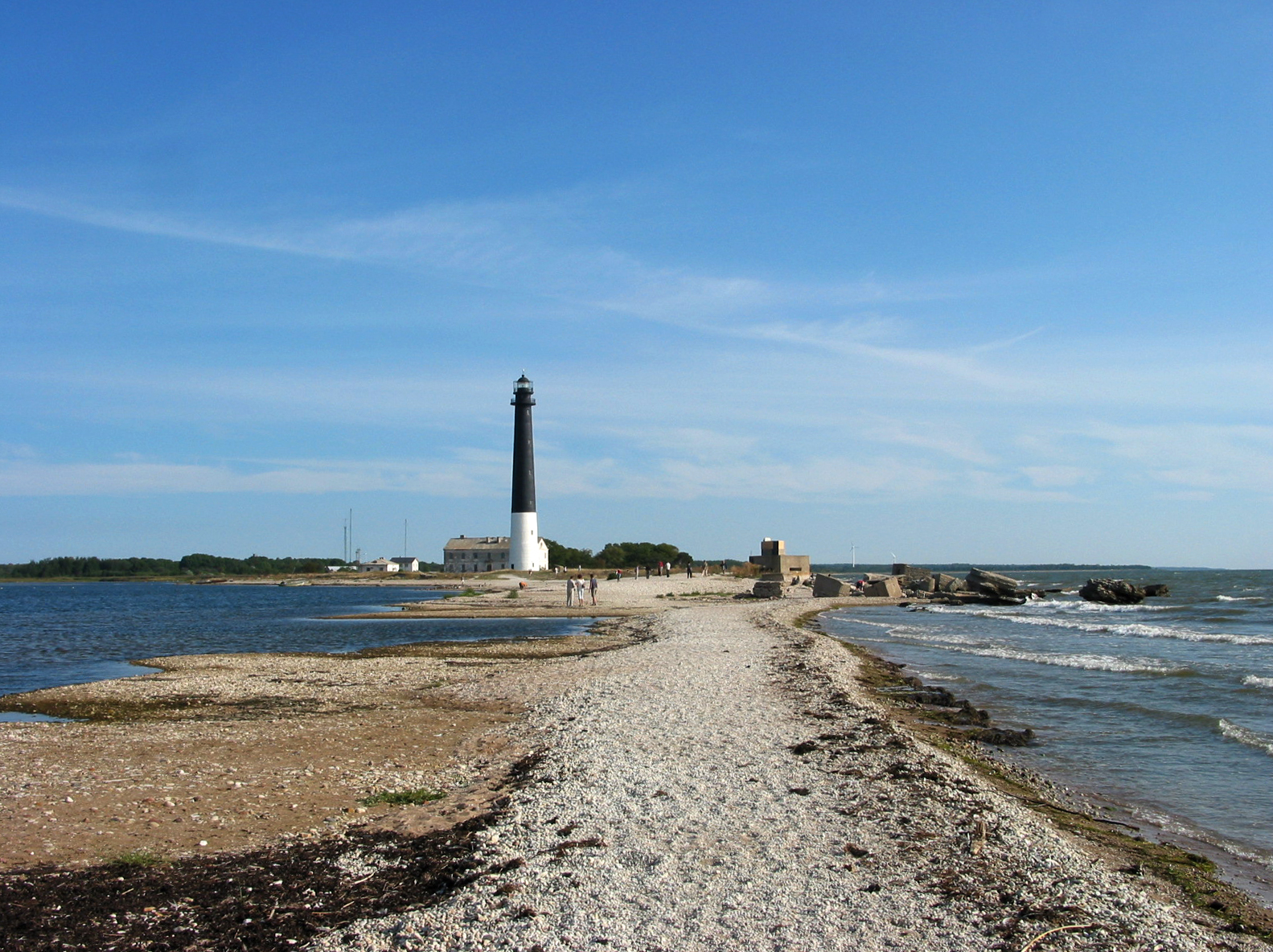
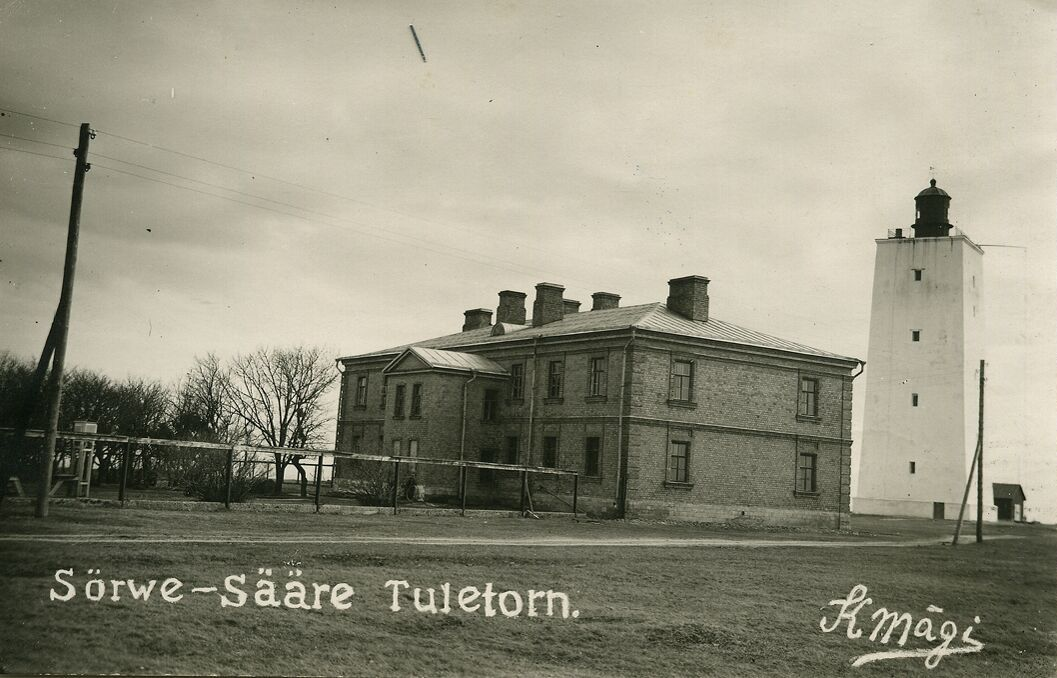
Een voorganger van de vuurtoren uit 1770
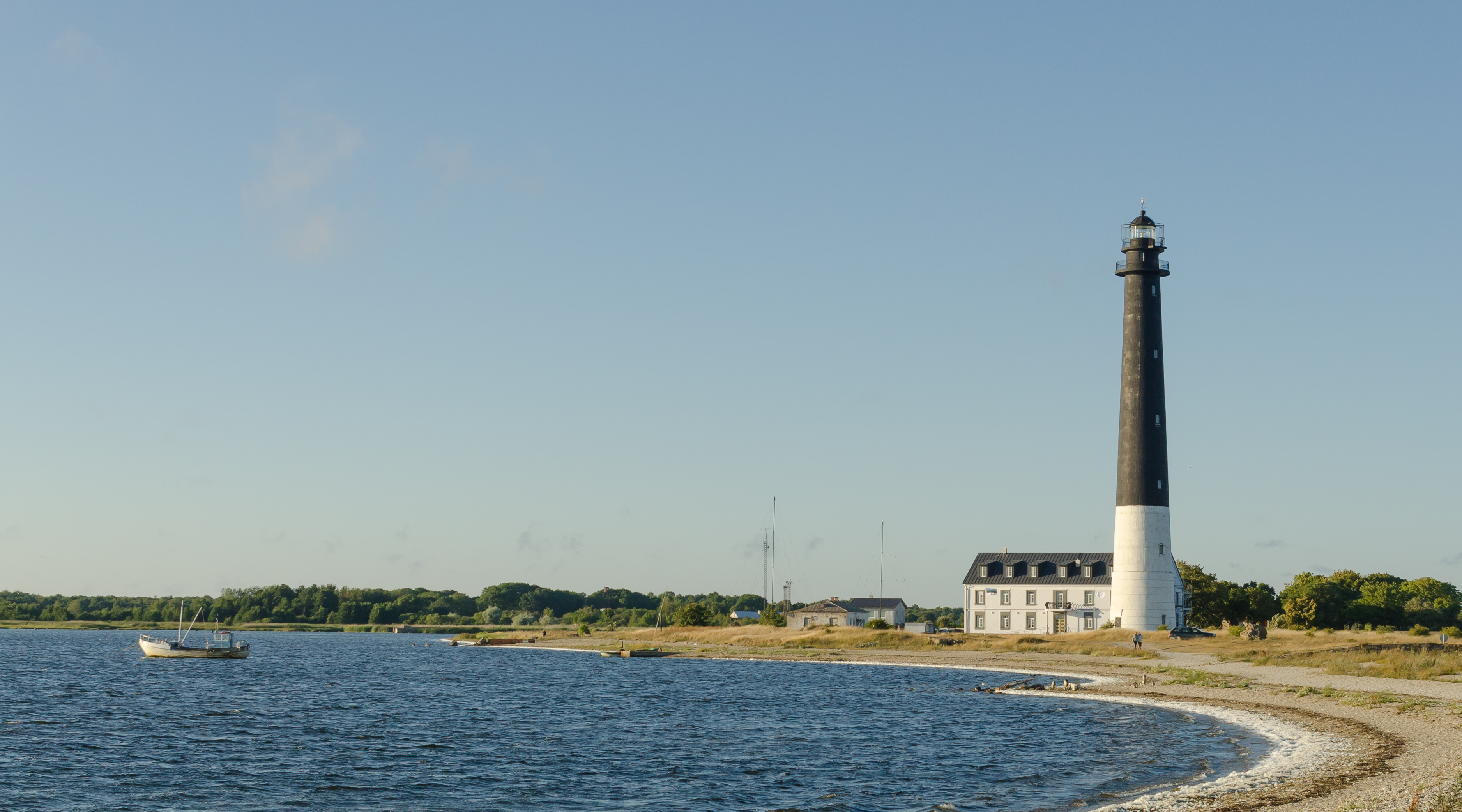